# Laura Aarts
Laura Aarts (Beuningen, 10 augustus 1996) is een Nederlandse waterpolokeepster die sinds 2023 uitkomt voor de Spaanse club CN Mataró. Eerder speelde Aarts voor Aqua-Novio'94, Polar Bears, UZSC en de Hongaarse club Dunaújváros.
Met UZSC behaalde Aarts in 2017 de Nederlandse landstitel en won in datzelfde jaar de KNZB beker en de Nederlandse Supercup.
Uitkomend voor Dunaújváros won ze in 2018 de LEN Trophy en de Europese Supercup.
Aarts werd in 2015 voor het eerst geselecteerd voor de Nederlandse waterpoloploeg, en vertegenwoordigde Nederland onder meer op de Europese kampioenschappen van 2016 en 2018, waar achtereenvolgens zilver en goud werd behaald. Ook maakte ze deel uit van de Nederlandse selectie die op het wereldkampioenschap van 2015 en de worldleague van 2018 zilver behaalde. In 2019 Beëindigde Aarts haar interlandloopbaan en medio 2020 stopte ze bij haar club. In november 2021 gaf ze echter te kennen weer beschikbaar te zijn voor Oranje. Na het behalen van een bronzen medaille op de Olympische Zomerspelen 2024 was ze de eerste ontvanger van de Topsportpenning van de gemeente Beuningen.

## Erelijst

### Clubverband
- 2017: Nederlands kampioenschap, KNZB beker en Nederlandse Supercup, uitkomend voor UZSC
- 2018: LEN Trophy, Europese Supercup en Hongaarse beker, uitkomend voor Dunaújváros

### Nederlandse ploeg
- 2015:  WK in Kazan (Rusland)
- 2016:  EK in Belgrado (Servië)
- 2018:  World League in Kunshan (China)
- 2018:  EK in Barcelona (Spanje)
- 2022:  WK Boedapest (Hongarije)
- 2023:  Wereldbeker in Long Beach (Verenigde Staten)
- 2023:  WK in Fukuoka (Japan)
- 2024:  EK in Eindhoven (Nederland)
- 2024:  Olympische Spelen

### Individuele prijzen
- 2018 keepster van het toernooi EK in Barcelona
- 2023 keepster van het toernooi WK in Fukuoka
- 2024 keepster van het toernooi EK in Eindhoven
- 2024 Topsportpenning van de gemeente Beuningen